# Kamenný Most (okres Kladno)
Kamenný Most je malá obec v severovýchodní části okresu Kladno asi 5 km od Velvar v nadmořské výšce přibližně 200 m. Žije zde 416 obyvatel. Obcí protéká Knovízský potok.

## Historie
Nejstarší zmínka o obci pochází z roku 1088. Podle pověsti vedla přes obec cesta z pražského knížecího sídla do Stadic a na močálovém území obce byl postaven primitivní kamenný přechod přes potok. Odtud zřejmě pochází název obce. Západně od obce, na návrší na konci staré úvozové cesty, stojí 120 cm vysoký pískovcový kámen s rytinou latinského kříže, považovaný některými badateli za pravěký (někdy dokonce keltský) kultovní objekt - menhir. V roce 1896 pod ním místní obyvatelé vykopali kostrový hrob, z nálezu se však nic nedochovalo. Archeologové a historici většinou soudí, že se jedná o křížový kámen nebo nouzový náhrobek z doby historické, ze středověku nebo dokonce novověku.

### Územněsprávní začlenění
Dějiny územněsprávního začleňování zahrnují období od roku 1850 do současnosti. V chronologickém přehledu je uvedena územně administrativní příslušnost obce v roce, kdy ke změně došlo:
- 1850 země česká, kraj Praha, politický okres Slaný, soudní okres Velvary[3]
- 1855 země česká, kraj Praha, soudní okres Velvary[3]
- 1868 země česká, politický okres Slaný, soudní okres Velvary[3]
- 1913 země česká, kraj Praha, politický okres Kralupy nad Vltavou, soudní okres Velvary[4]
- 1939 země česká, Oberlandrat Mělník, politický okres Kralupy nad Vltavou, soudní okres Velvary[5]
- 1942 země česká, Oberlandrat Praha, politický okres Kralupy nad Vltavou, soudní okres Velvary[6]
- 1945 země česká, politický okres Kralupy nad Vltavou, soudní okres Velvary[7]
- 1949 Pražský kraj, okres Kralupy nad Vltavou[8]
- 1960 Středočeský kraj, okres Kladno[9]

### Rok 1932
Ve vsi Kamenný Most (582 obyvatel) byly v roce 1932 evidovány tyto živnosti a obchody: 3 hostince, kovář, půjčovna mlátiček, mlýn, obuvník, 2 pokrývači, 12 rolníků, řezník, 4 obchody se smíšeným zbožím, obchod se střižním zbožím, trafika, obchod s uhlím.

## Doprava
- Silniční doprava – Do obce vedou silnice III. třídy. Ve vzdálenosti 2,5 km vede silnice I/16 v úseku Slaný - Mělník

- Železniční doprava – Obec Kamenný Most leží na železniční trati 110 z Kralup nad Vltavou do Slaného a Loun. Jedná se o jednokolejnou celostátní trať, doprava byla v úseku Kralupy - Zvoleněves zahájena roku 1884. Přepravní zatížení trati mezi Kralupy nad Vltavou a Slaným v pracovních dnech roku 2025 bylo obousměrně 22 osobních vlaků, o víkendu 15 osobních vlaků.[11] Na území obce leží mezilehlá železniční zastávka Kamenný Most u Kralup nad Vltavou.

- Autobusová doprava 2025 – V obci měla zastávku autobusová linka PID 626 Kladno - Knovíz - Velvary (v pracovních dnech 13 spojů, o víkendu 4 spoje) (dopravce AKV bus, a.s.).[12]

## Pamětihodnosti
- Kaplička na návsi
- Křížový kámen na konci cesty od Kamenného Mostu na Zvoleněves

## Galerie

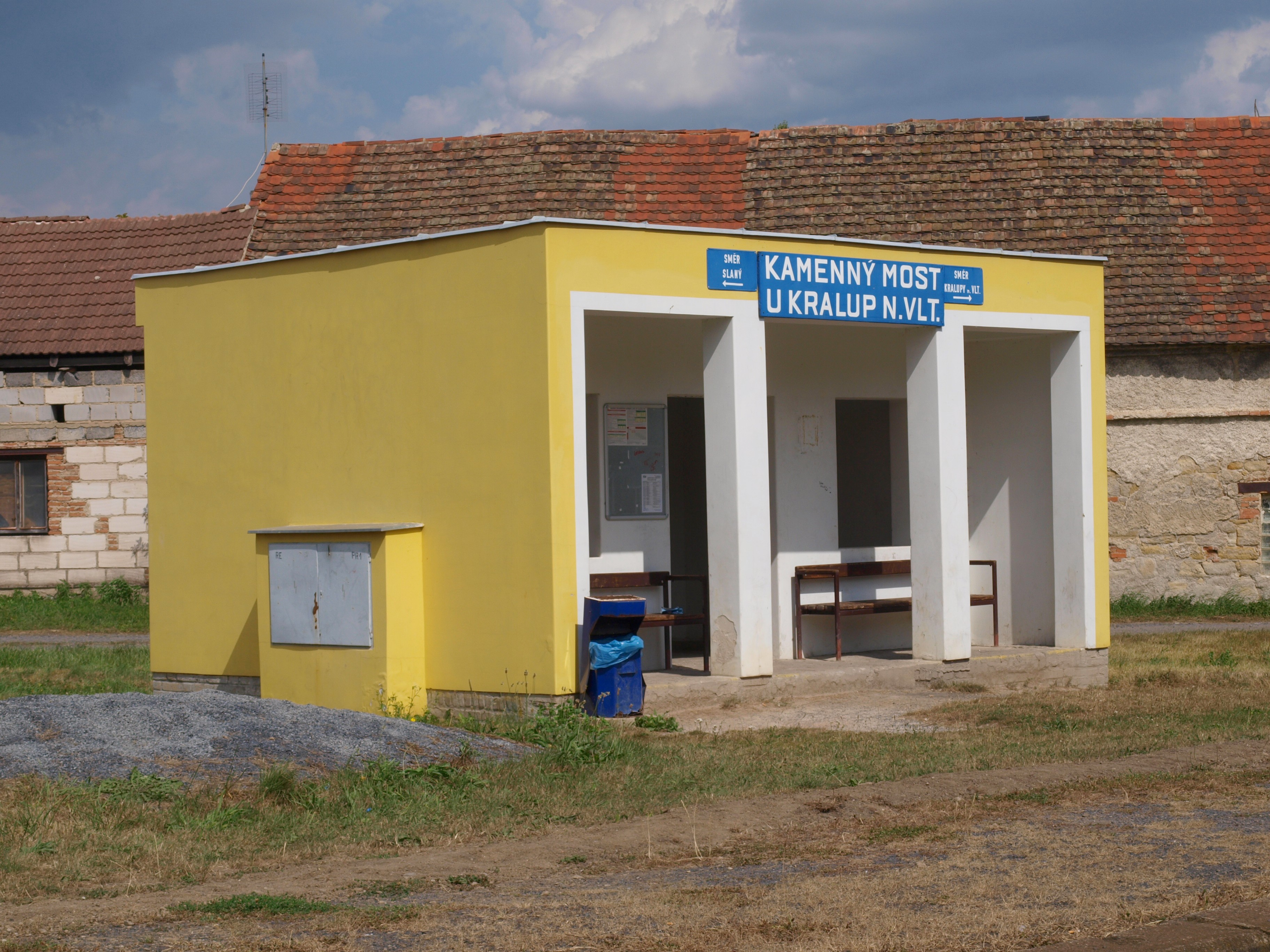
Železniční zastávka
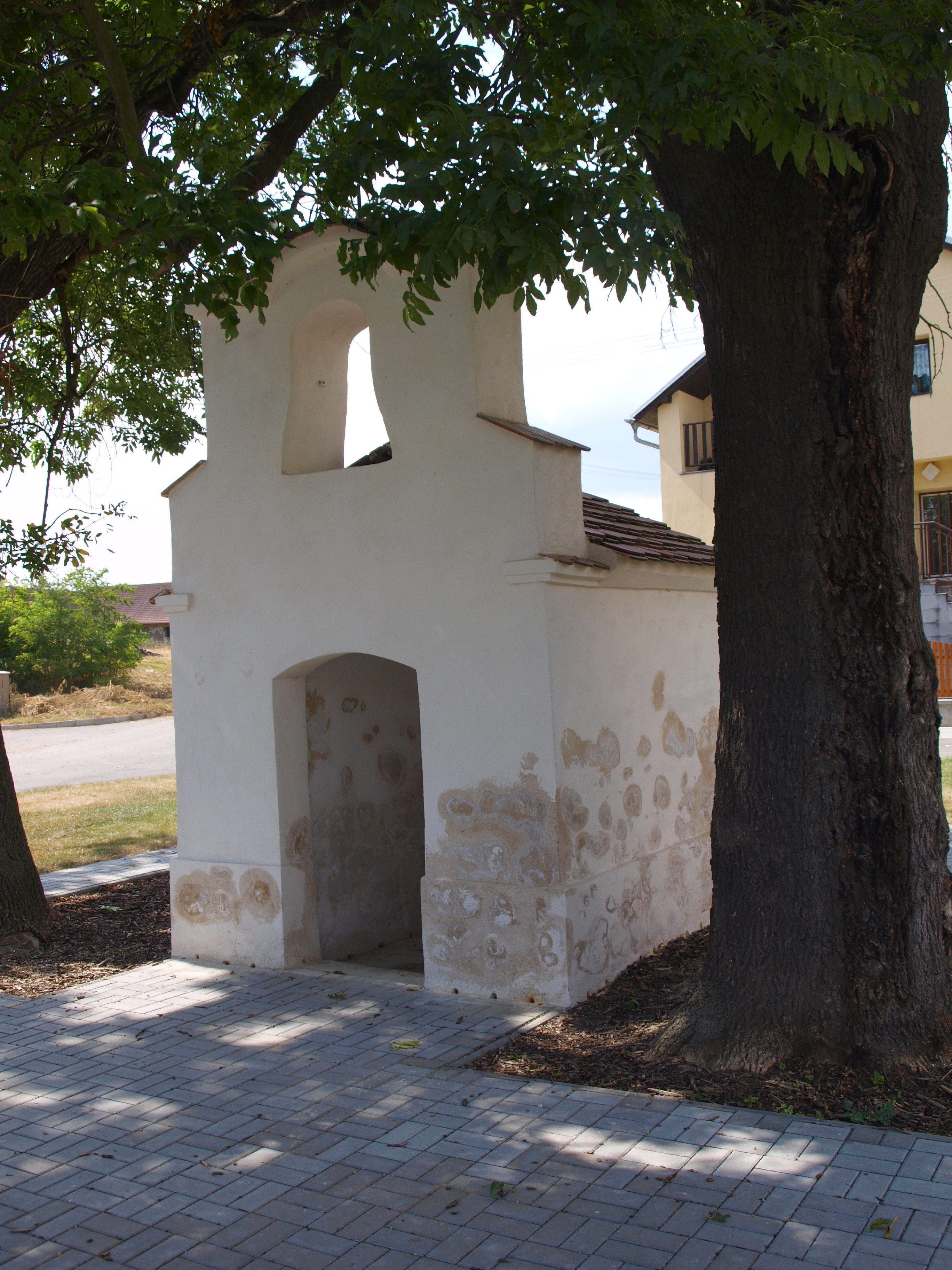
Kaple na návsi
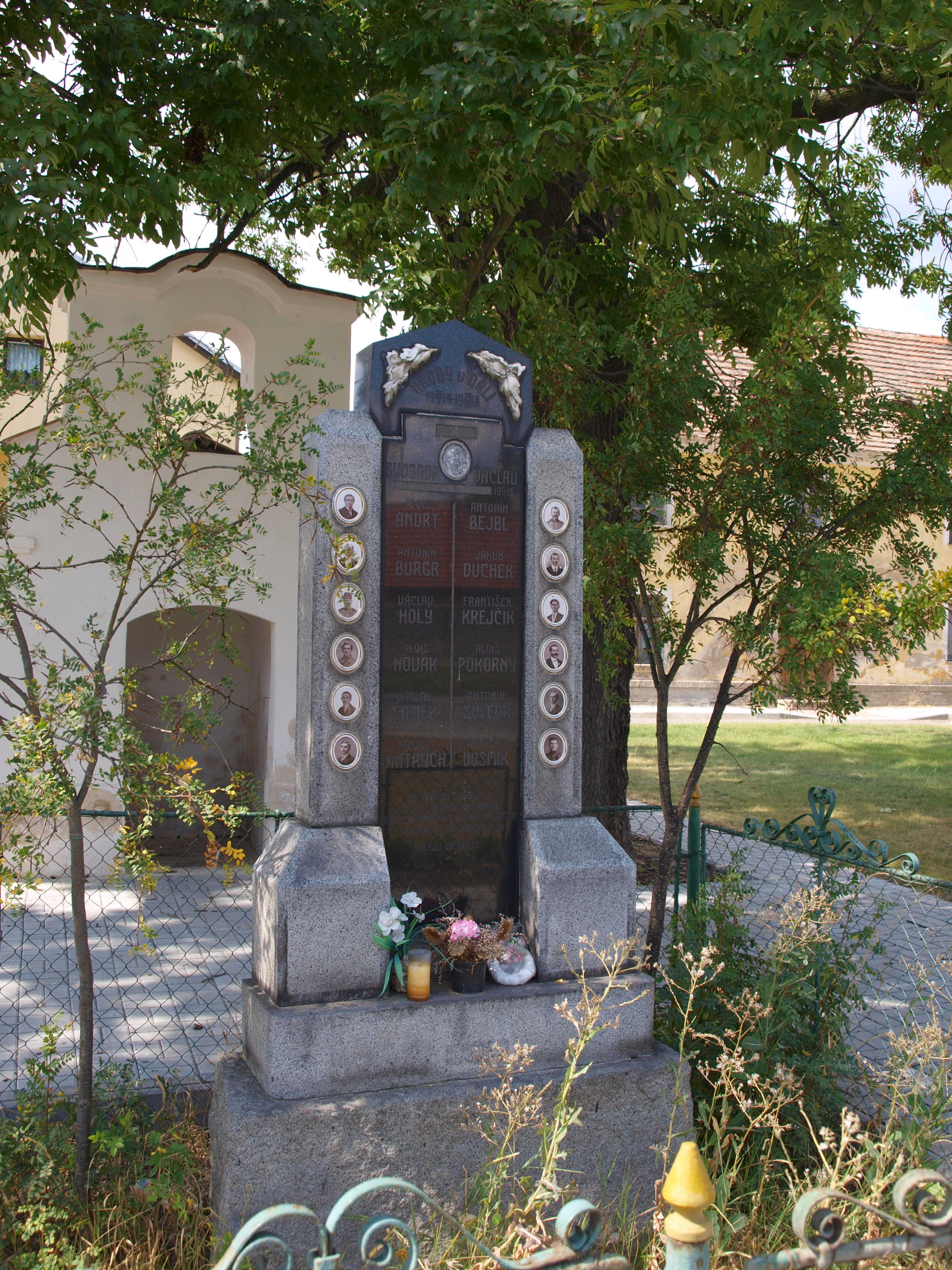
Památník
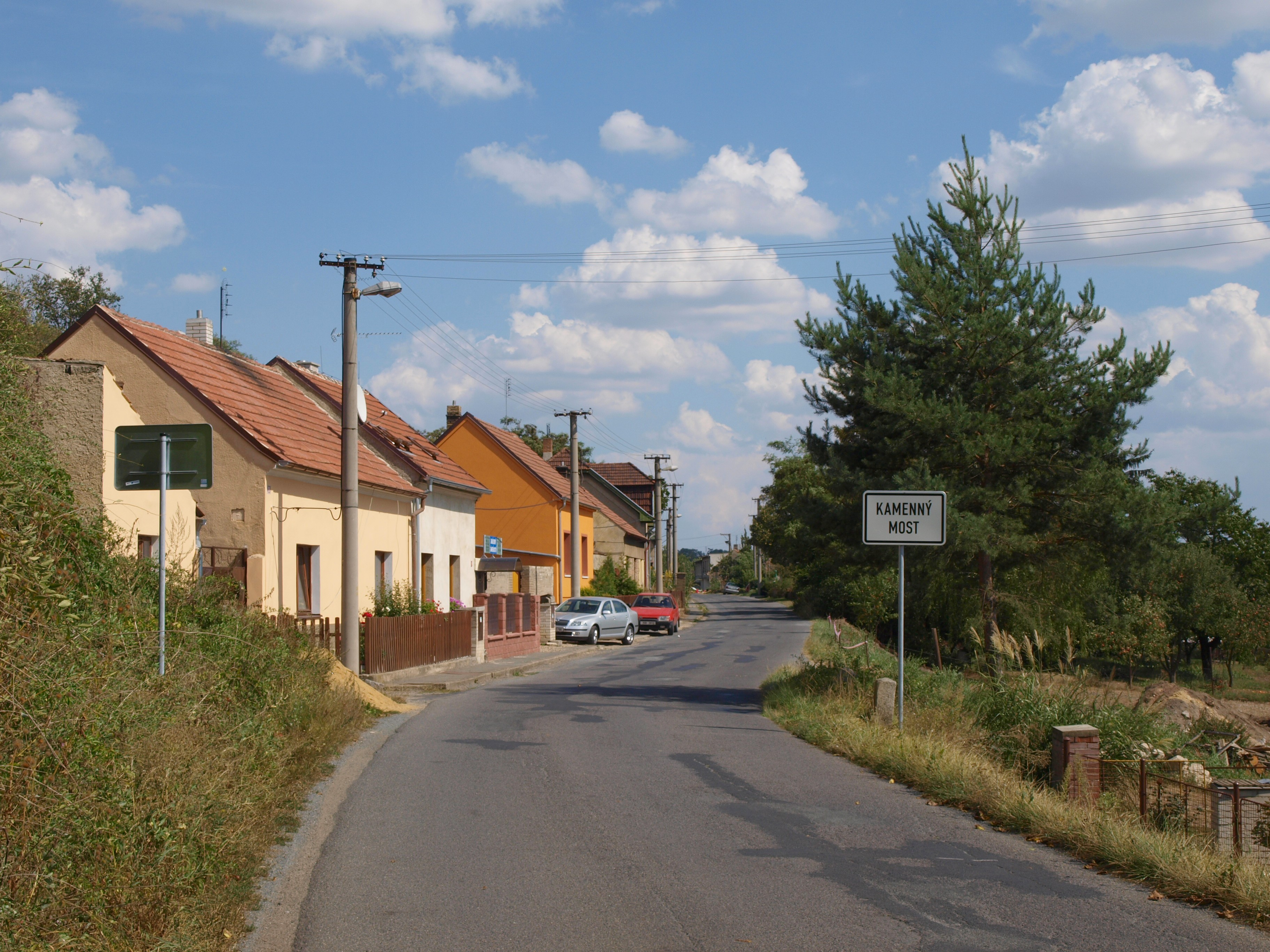
Příjezd do obce
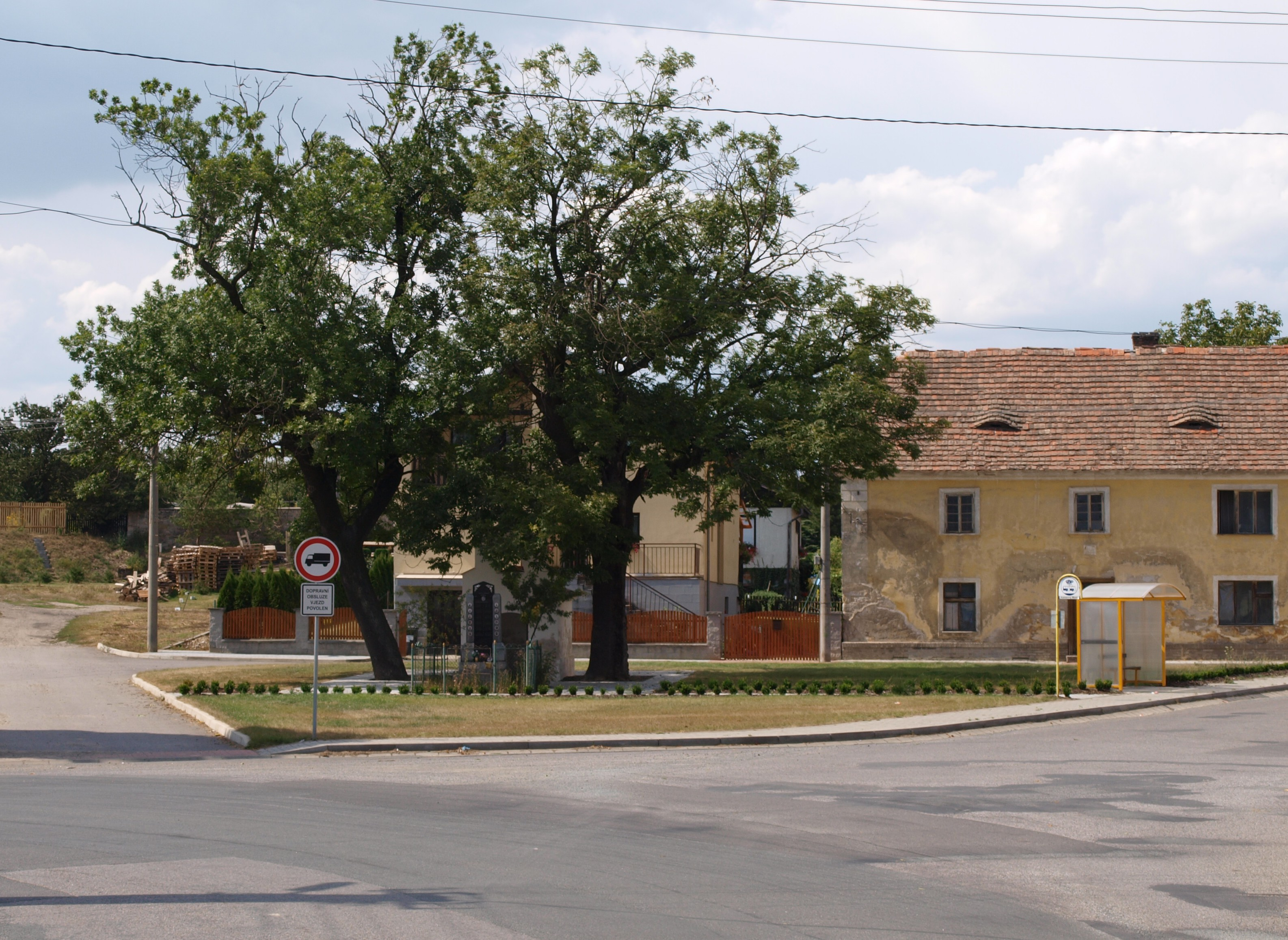
Náves
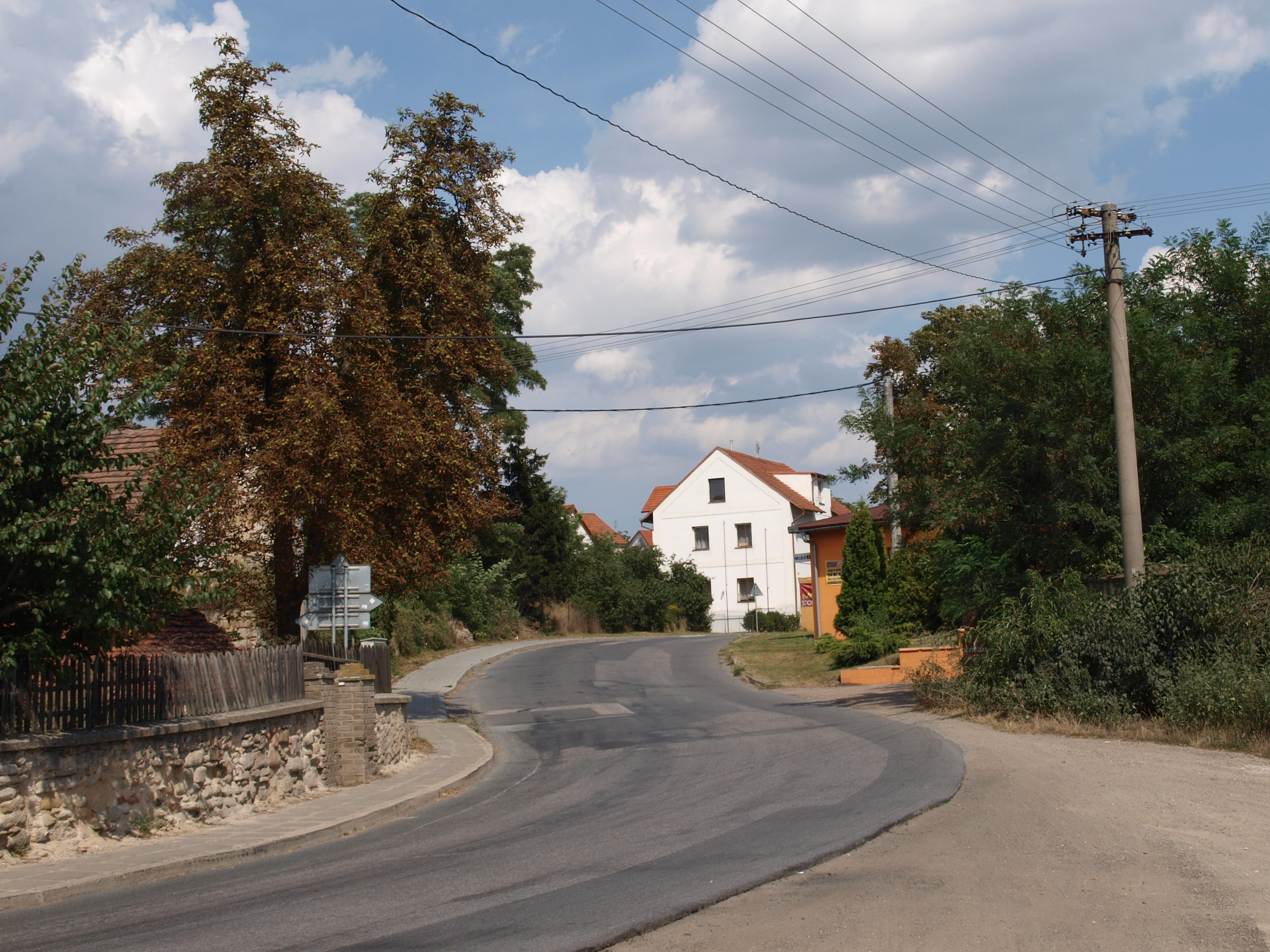
Obecní úřad
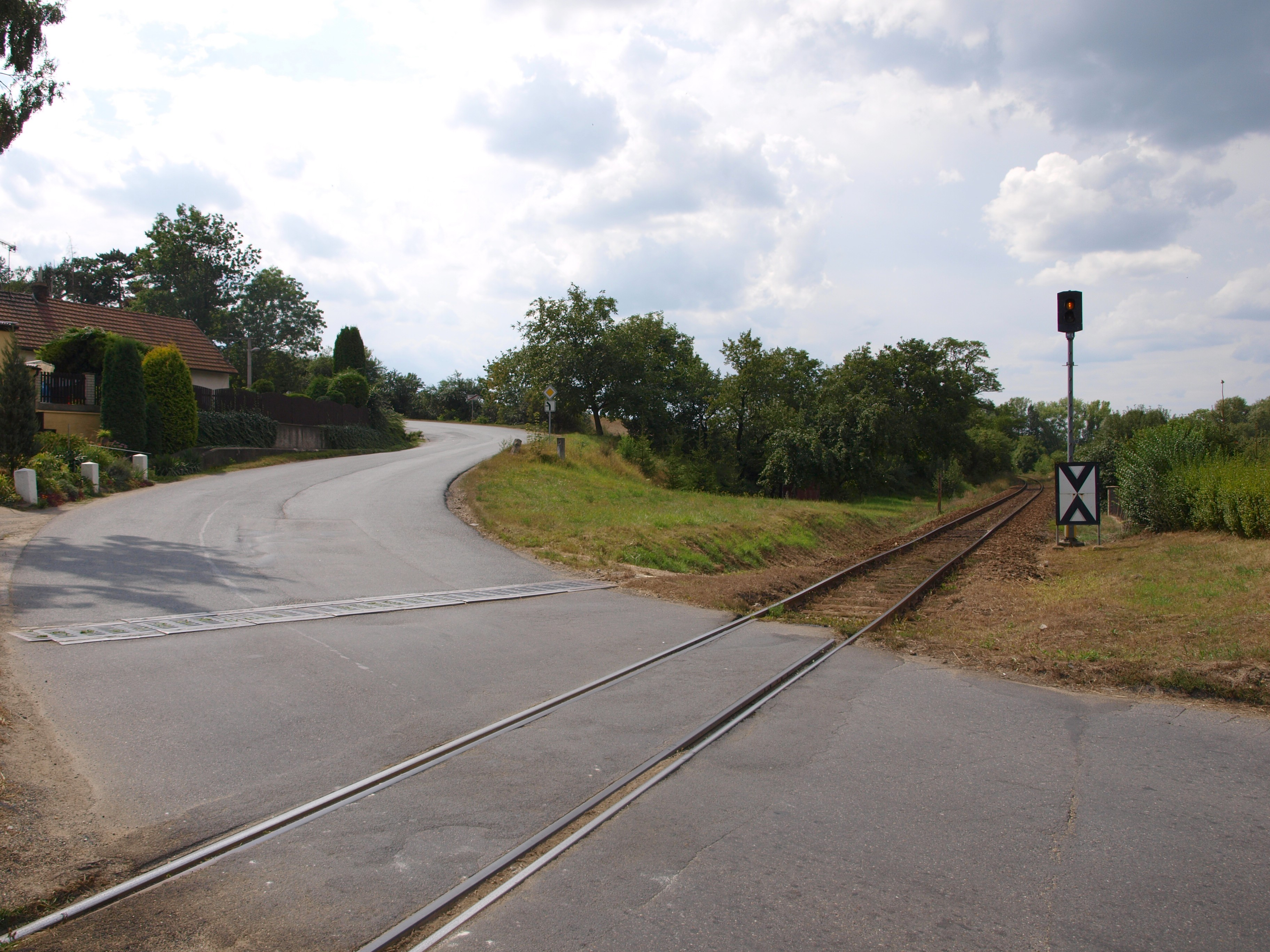
Přejezd
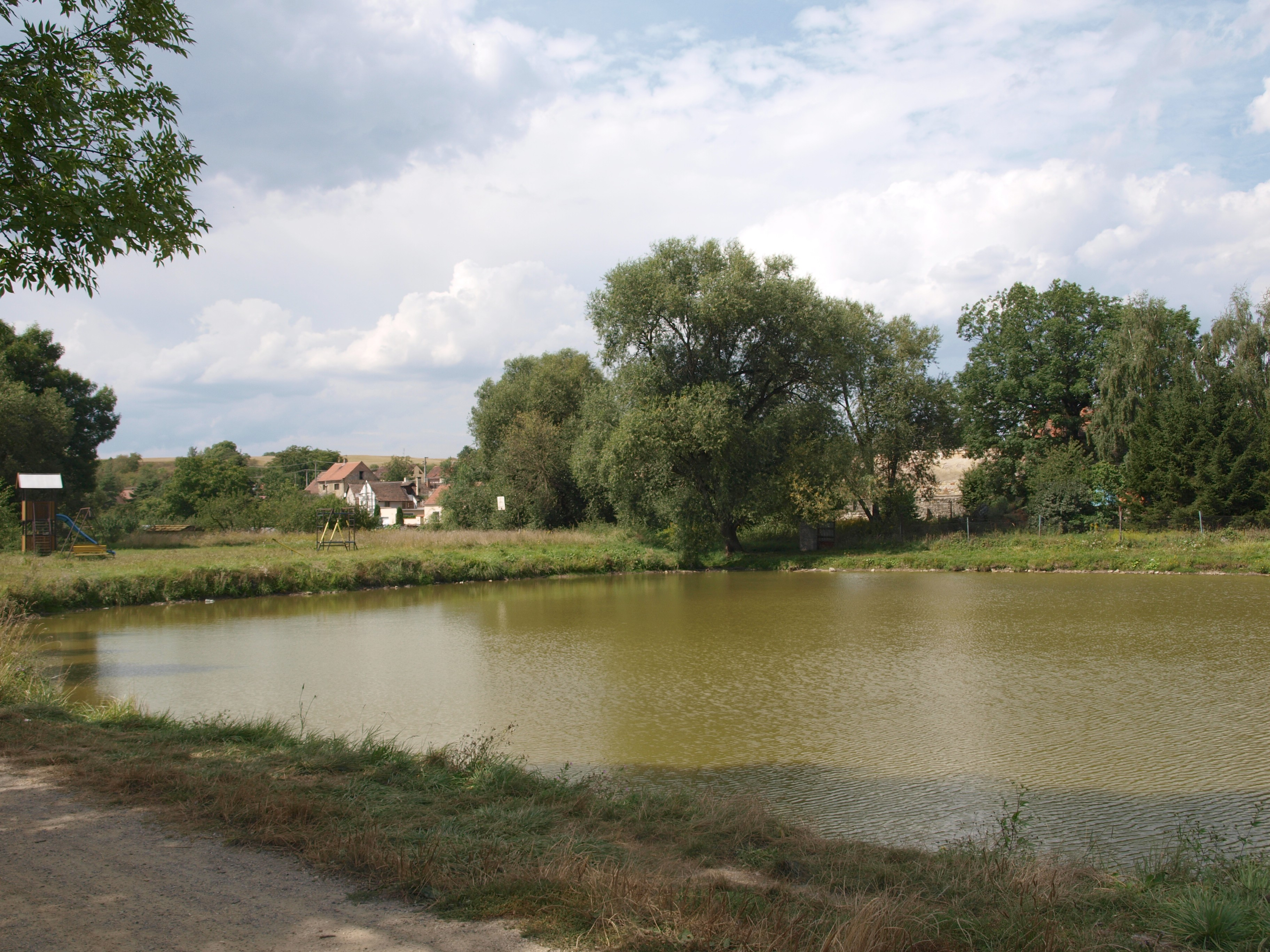
Rybník